# لورن فاولکس
لورن فاولکس (انگلیسی: Lauren Fowlkes؛ زادهٔ ۶ ژوئیهٔ ۱۹۸۸) بازیکن فوتبال اهل ایالات متحده آمریکا است.
از باشگاه‌هایی که در آن بازی کرده‌است می‌توان به باشگاه فوتبال فیلادلفیا ایندپندنس و شیکاگو رد استارز اشاره کرد.
وی همچنین در تیم‌های ملی فوتبال United States women's national under-17 soccer team, United States women's national under-20 soccer team، و زیر ۲۳ سال زنان ایالات متحده آمریکا بازی کرده‌است.